# جغرافيا لاوس

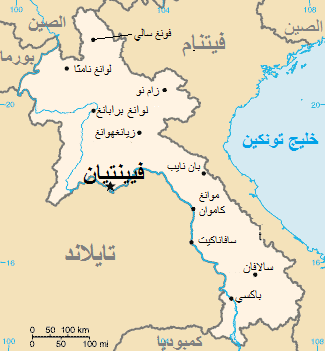
خريطة لاوس

لاوس بلد غير ساحلي يقع في جنوب شرق آسيا شمال شرق تايلاند والي الغرب من فيتنام وتقع علي مساحة 236800 كيلومترا مربعا في شبة الجزيرة الهندية الصينية تحيط بكل من ميانمار وكمبوديا والصين وتايلاند وفيتنام جعلها موقعها بين دول قوية ومفترق طرق مركزا للتجارة والصراعات والهجرة وهذا ما أثر علي التركيبة العرقية والتوزيع الجغرافي للمجموعات العرقية الحالية.

## التضاريس
يفصل نهر ميكونغ معظم الحدود الغربية ويشكل شريان مهم لوسائل النقل ويستخدم للسفر ونقل البضائع علي طول النهر في لاوس معظم السنة وتعتبر القوارب الصغيرة وسيلة نقل هامة من خلال العديد من روافد نهر ميكونغ ويتشابه المجتمع التايلاندي الذي يقع شمال شرق تايلاند بالمجتمع الاوسي الواقع بالجهة المقابلة فلهم نفس اللغة ونفس العرق مما يعكس الاتصال الوثيق الذي كان قائما عبر هذا النهر لعدة قرون وكذلك في الفترات التي كانت هذه المنطقة تحت السيطرة التايلاندية الحدود الشرقية مع فيتنام تمتد لمسافة 2130 كيلومترا معظمها تقع علي سلسلة جبال أناميتي وتعتبر حاجزا قويا بين الثقافة الصينية التي اثرت في فيتنام وتعتبر الكثافة السكانية في هذه المنطقة منخفضة وتتواجد أقليات قبلية قليلة تشترك لاوس بحدود قصيرة معا كمبوديا حيث تمتد حدودها 541 كيلومترا جنوب لاوس وتطل علي مدن ومواقع تاريخية هامة تشترك لاوس بحدود جبلية في الشمال بطول 423 كيلومترا وتشترك بالحدود كذلك مع بورما (ميانمار) بطول 235 كيلومترا عبر نهر ميكونغ
طبوغرافيا لاوس معظمها جبلية تتميز بالتضاريس الحادة الأودية الضيقة بإمكانيات زراعية محدودة وتمتد الجبال عبر معظم شمال البلاد بينما يتميز الجنوب بالمساحات الكبيرة التي تكون مناسبة لزراعة الارز وتربية الماشية تصنف 4% من مساحة لاوس الصالحة للزراعة بينما تزيد هذه النسبة نظرا لقطع الأشجار التجاري المستمر

## المناخ

احصائيات الأمطار للعاصمة فيينتيان.

تتميز لاوس بمناخ استوائي موسمي معا موسم من الأمطار من شهر مايو وحتي شهر أكتوبر بينما يتميز المناخ من نوفمبر وحتي فبراير بموسم بارد وجاف بينما يتميز شهري مارس وأبريل بموسم حار وجاف، الرياح الموسمية تحدث بجميع أنحاء البلاد بنفس الوقت على الرغم من اختلافها من سنة الي اخري بينما الأمطار تختلف نسبتها فقد سجلت اعلي كمية 3600 ملليمترا في محافظة تشامباساك بينما سجلت ادني نسبة أمطار في لوانغ برابانغ بحوالي 1360 ملم، الأمطار ليست كافية للزراغة حيث تؤثر بإنتاج الارز سنويا في حالة انخفاضها متوسط درجات الحرارة حول 40 درجة مئوية

## النقل
بسبب التضاريس الجبلية الوعرة تفتقر لاوس الي الطرق التي تصلك الي المناطق البعيدة ويعتبر نهر ميكونغ الوسيلة الأفضل للتنقل الي بعض المناطق الوعرة

## الموارد الطبيعة
يعتبر الخشي من أهم الموارد الطبيعة حيث يتم استغلال التجاري للغابات وتعتبر الغابات مصدرا هاما للأغذية والادوية الشعبية ويستخدم خشب الغابات لبناء المساكن، تعتبر

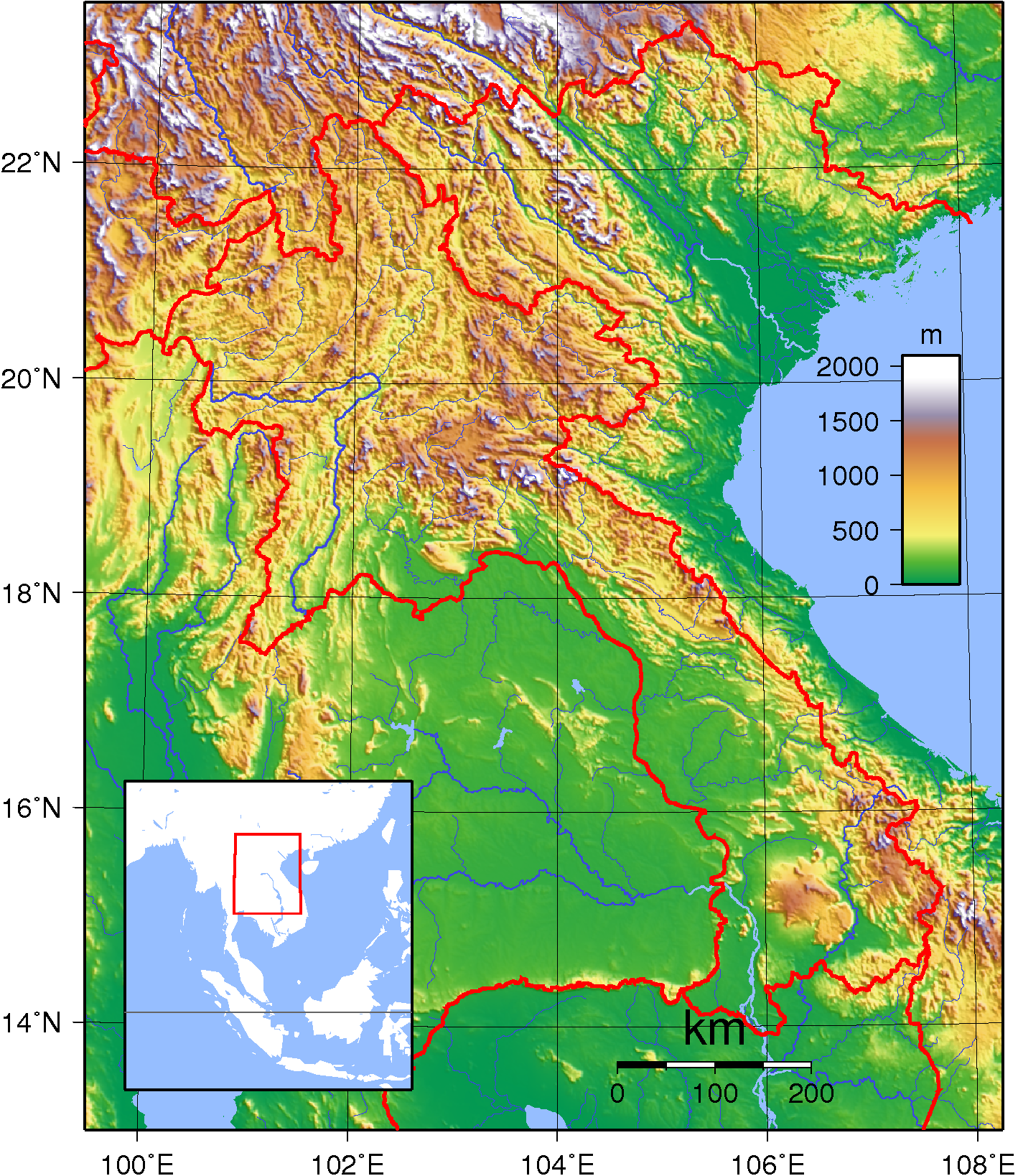
خريطة طبوغرافية.

الموارد الطبيعة: (الاخشاب، الطاقة الكهرمائية، الجيس، الذهب، الأحجار الكريمة)
استخدام الأراضي:
الأراضي الصالحة للزراعة: 3%
المحاصيل الدائمة: 0%
المراعي الدائمة: 3%
الغابات : 54%

## الحدود
الحدود البرية:
مجموع: 5,083كم
مسافة الحدود المشتركة معا البلدان: بورما 235 كم، كمبوديا 541كم، الصين 423كم، تايلاند 1754كم، فيتنام 2130كم
الارتفاع:
أدنى نقطة: نهر ميكونغ 70 مترا من مستوي سطح الأرض.
أعلى نقطة: بيا فو 2,817م.